# Acuclavella shoshone
Espèce
Acuclavella shoshone est une espèce d'opilions dyspnois de la famille des Ischyropsalididae.

## Distribution
Cette espèce est endémique d'Idaho aux États-Unis. Elle se rencontre dans le comté de Shoshone vers Hobo Cedar Grove.

## Description

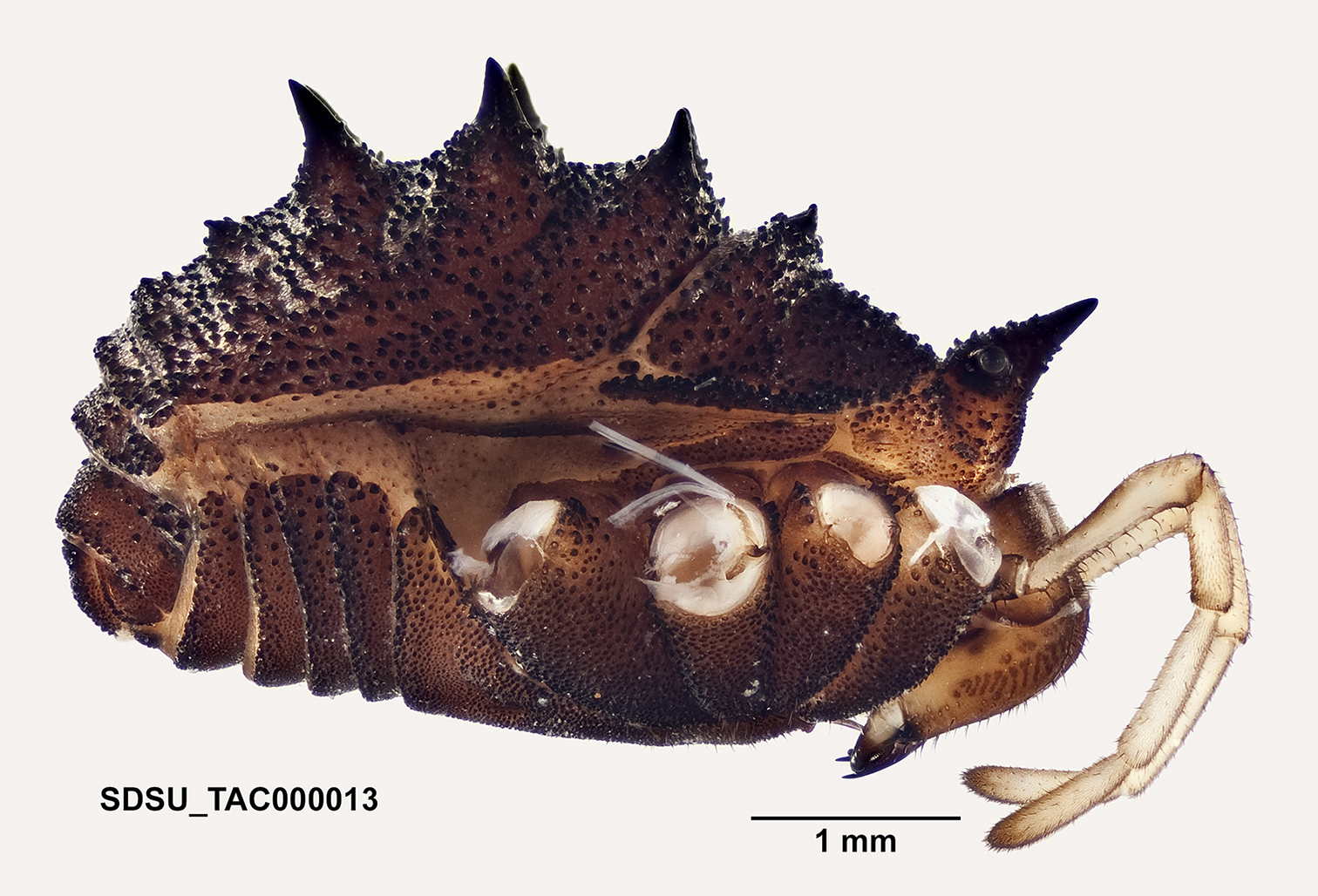
Acuclavella shoshone ♂

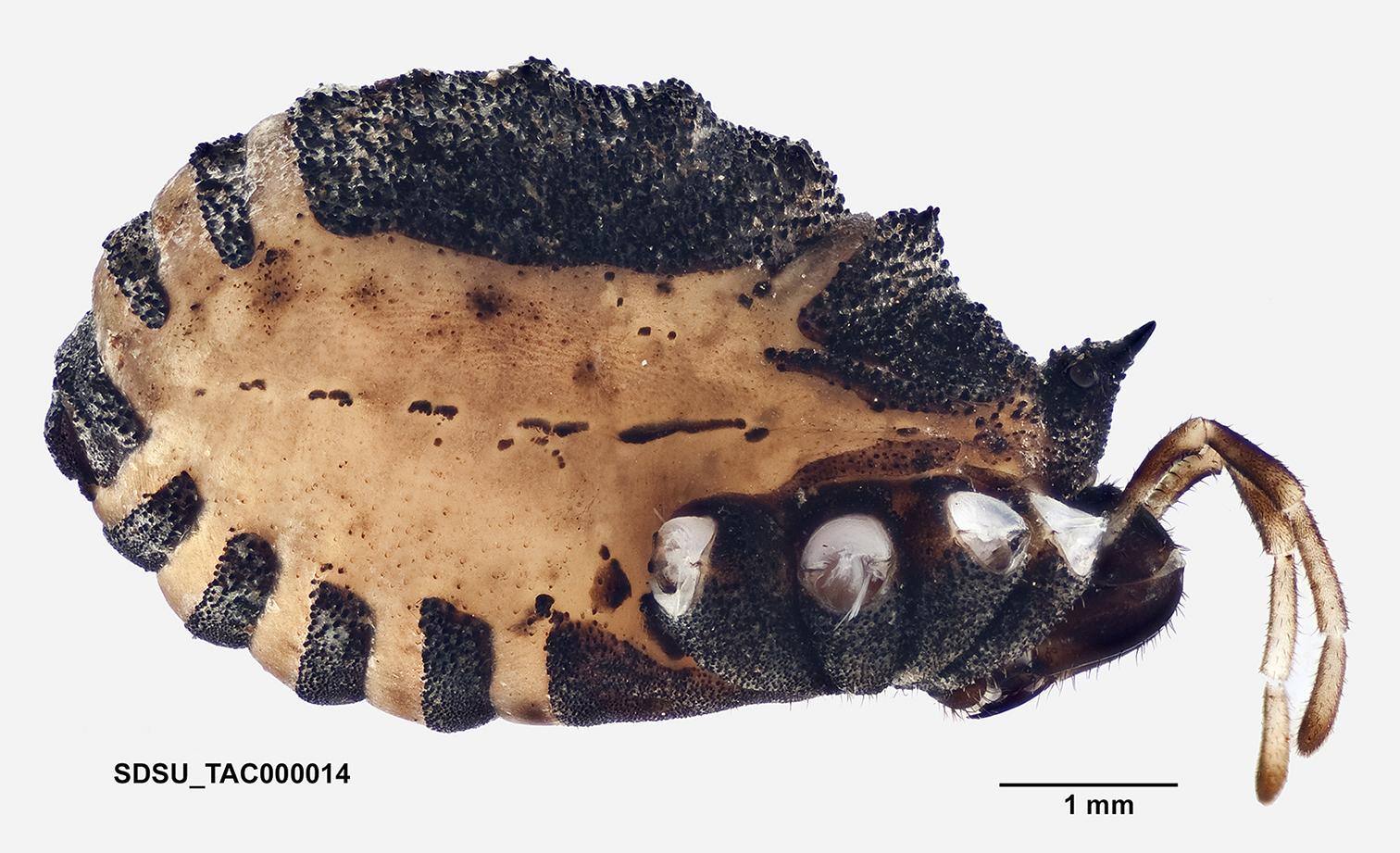
Acuclavella shoshone ♀

Le mâle holotype mesure 4,37 mm et la femelle paratype 5,2 mm.

## Systématique et taxinomie
Cette espèce a été décrite par Shear en 1986.

## Étymologie
Son nom d'espèce lui a été donné en référence au lieu de sa découverte, le comté de Shoshone.

## Publication originale
- Shear, 1986 : « A cladistic analysis of the opilionid superfamily Ischyropsalidoidea, with description of the new family Ceratolasmatidae, the new genus Acuclavella and four new species. » American Museum Novitates, no 2844, p. 1–29 (texte intégral).